# Slaget vid Kalmar
Slaget vid Kalmar var ett fältslag under Kalmarkriget som stod mellan svenska och dansk-norska trupper vid staden Kalmar 17–19 juli 1611. Slaget slutade med en dansk-norsk seger.

## Upptakt
Kristian IV hade så snart han ryckt över gränsen från Blekinge börjat belägra Kalmar och redan 27 maj intagit staden. När därför den svenska armén under Karl IX ankom 11 juni fann det Kalmar i fiendens händer. Besättningen på slottet höll ännu ut. Den svenska armen ställde upp i slagordning utanför staden, men lyckades inte locka danskarna till strid. Ett mindre utfall som slogs tillbaka genomfördes 12 juni. I stället sändes prins Gustaf Adolf med en mindre avdelning att plundra Kristianopel 25 juni, och förhoppningsvis därigenom provocera fram ett danskt angrepp. Något sådant kom dock inte. Man lyckades dock trots att Erik Urne och den danska flottan blockerade Kalmarsund och danskarna tagit Kvarnholmen med små båtar föra in proviant och förstärkningar i Kalmar slott, där den dittillsvarande befälhavaren Bo Gustavsson Bååt ersattes med den för såväl grymhet och djärvhet från Livland berömde Christer Somme.

## Slaget
Karl IX beslutade nu att storma det danska lägret, och klockan 1 på natten mellan 16 och 17 juli blåstes larm i det svenska lägret, och de svenska trupperna började rycka fram mot staden, men så snabbt, att de danska vaktposterna märkte rörelserna och slog larm, varpå svenskarna drog sig tillbaka. Mellan 5 och 6 på morgonen sköts dock svensk lösen från slottet, varpå besättningen stormade ut och erövrade en löpgrav som grävts mellan slottet och Sankt Erik skans, vid södra stadsmuren. En annan grupp störtade mot söderport intog den och trängde fram genom Kalmar, och lyckades ta sig ändra fram till torget. De möttes dock nu av alarmerade danska trupper och blodiga strider uppstod inne i staden. Karl IX ryckte nu fram ur sitt läger och försökte undsätta de stridande i staden. Staden stacks nu i brand, och ingendera sidan gjorde några ansträngningar att häva branden. 18 juli anlände Steen Maltesen Sehested med danska förstärkningar, varpå svenska trupperna nu var numerärt underlägsna. De svenska örlogsfartygen kunde fortfarande ge fästningen understöd, men kort därpå anlände den danska flottan om 27 skepp, och de svenska fartygen måste dra sig tillbaka. De danska skeppen tordes på grund av dålig kännedom om farvattnen inte förfölja de svenska fartygen. De svenska drog sig nu tillbaka till sitt fältläger.

## Efter slaget
23 juli ryckte Kristian IV ur sitt läger vid Kalmar och ställde upp i slagordning framför det svenska lägret, men Karl IX, vars här var utmattad och fått svåra förluster tordes inte anta utmaningen, under natten därefter bröt han upp ur sitt läger och drog sig tillbaka två mil norr ut till Ryssby, där han intog en fast ställning. Därifrån kunde han slå tillbaka de danska trupperna i slaget vid Ryssby. Redan 25 juli kapitulerade dock Christer Some på Kalmar slott.